# Палюрия (дем Дескати)
Палюрия̀, още Земняч, Зимнач (на гръцки: Παλιουριά, до 1928 година: Ζημνιάτσι, Зимняци), е село в Република Гърция, в дем Дескати на област Западна Македония.

## География
Селото е разположено на около 45 km югоизточно от град Гревена, от дясната (южна) страна на река Бистрица (Алиакмонас), в западното подножие на планината Вунаса, на 480 m надморска височина.
На няколко километра на югоизток, в най-западните части на планината Камбуница (Камвуния) се намира Бунаският манастир „Свето Благовещение“ от XIII-XV век. В неговия иконостас има ценни икони от XVI-XVII век. Главните църкви на трите махали на селото са „Свети Георги“ (1754) на Горната (Ζμηάτζι Απανοχώρι), „Успение Богородично“ (1750) на Долната (Σμηάτζι Κατωχώρι) и „Свети Николай“ (възстановен в 1966) на Средната (Σμηάτζι Μεσοχώρι). Около селото са разположени храмовете „Света Троица“ (1901), „Света Параскева“ (1974), „Свети Атанасий“ (2006) и „Света Неделя“.

## История

### В Османската империя
През XVI век в документи на Завордския манастир се споменават три отделни селища Горно, Средно и Долно Смядзи. Смята се, че те се обединяват около 1860 година. По това време при Земняч се сливат османските пътища от Сервия и Еласона за Гревена.
В края на XIX век Земняч е гръцко християнско село в югоизточната част на Гребенската каза на Османската империя. Според статистиката на Васил Кънчов в 1900 година в Земнячъ (Зимначъ) живеят 325 гърци.
На Етнографската карта на Битолския вилает на Картографския институт в София от 1901 година Земняч е чисто гръцко село в Гревенската каза на Серфидженския санджак с 43 къщи.
Според статистика на Серфидженския санджак на гръцкото консулство в Еласона от 1904 година в Зимячи (Ζημιάτσι), Гревенска каза, живеят 170 гърци елинофони християни.

### В Гърция
През Балканската война в 1912 година в селото влизат гръцки части и след Междусъюзническата в 1913 година Земняч влиза в състава на Кралство Гърция. В 1927 година в него са заселени малоазийски и понтийски гърци бежанци.
През 1928 година името на селото е сменено на Палюрия.
Населението произвежда жито и овошки, като се занимава частично и със скотовъдство.
| Година    | 1913 | 1920 | 1928 | 1940 | 1951 | 1961 | 1971 | 1981 | 1991 | 2001 | 2011 | 2021 |
| --------- | ---- | ---- | ---- | ---- | ---- | ---- | ---- | ---- | ---- | ---- | ---- | ---- |
| Население | 178  | 140  | 254  | 480  | 457  | 586  | 451  | 415  | 392  | 412  | 352  | 325  |

## Личности
Родени в Палюрия
- Йоанис Антониу (Ιωάννης Αντωνίου), гръцки андартски деец от трети ред[12]